# Costa Verde Express
El Costa Verde Express es un tren turístico operado por Renfe Viajeros. Nace en el año 2000 tras el éxito cosechado por el Transcantábrico

## Historia
En el año 2000 se construye un hermano gemelo del tren Transcantábrico y se crea el Transcantábrico II. En 2011 el Transcantábrico II cambia el nombre por Transcantábrico Clásico, nombre que le dura hasta 2022, cuando pasa a denominarse Costa Verde Express, con una nueva ruta más corta y nuevos colores.

## Itinerarios
El itinerario tiene una duración de 6 días y 5 noches, recorriendo la cornisa cantábrica. Hay dos opciones: de Bilbao a Santiago de Compostela y de Santiago de Compostela a Bilbao, visitando ciudades como Santander, Cabezón de la Sal, Santillana del Mar, Llanes, Oviedo, Gijón, Luarca y Vivero, entre otros principales atractivos turísticos.
También hay operativas dos rutas cortas con 3 días y 2 noches de duración, entre  Oviedo y Bilbao y viceversa, visitando puntos de interés turístico como Picos de Europa, Santuario de Covadonga, Cangas de Onís, Neo Cueva de Altamira o Santillana del Mar, entre otras.

## Alojamiento
El Costa Verde Express cuenta con 24 suites, todas ellas perfectamente equipadas, permitiendo vivir una experiencia propia de los trenes de lujo, garantizando confort y comodidad a bordo. Su Suite Gran Clase está decorada con maderas nobles, lo que hace que su ambiente sea muy acogedor y cálido.
Todas estas suites tienen cama doble de matrimonio y climatización en todo el camarote, además de baño privado completo con inodoro, ducha, amenities de baño y secador de pelo. Entre otros, también cuenta con armario ropero, escritorio, caja fuerte, minibar y maletero. Uno de sus principales atractivos es su ventanal desde el cual pueden disfrutar de los maravillosos paisajes que brinda la España Verde, todo desde la privacidad y tranquilidad de su camarote.
El tren está comunicado entre sí en su interior, permitiendo el libre tránsito de los viajeros por el mismo.

## Estancias comunes
El Costa Verde Express tiene cuatro coches salón, auténticas joyas ferroviarias que evocan los antiguos viajes de época gracias a su exquisita decoración interior, acabado y diseño exterior. En el coche pub se organizan fiestas que amenizan las veladas al ritmo de la música en directo. También dispone de coche restaurante donde disfrutar de los desayunos, almuerzos y cenas y de coche pub con pista de baile. Los demás salones están dedicados al descanso y la contemplación de los paisajes del norte de España a través de sus grandes ventanales.
Los pasajeros tienen a su disposición numerosas revistas, prensa, libros, televisión… Además de disfrutar de una experiencia personalizada gracias a su excelente tripulación.
La gastronomía es un punto fuerte del viaje con platos elaborados con productos típicos del norte de España regados con los mejores vinos de la tierra.